# On Your Mark
Ghibli Experimental Theater On Your Mark (ジブリ実験劇場 On Your Mark, Jiburi Jikkengekijō On Yua Māku) és un videoclip d'animació creat per l'Studio Ghibli el 1995 per la cançó On your Mark del dúo japonès Chage & Aska. La cançó va ser estrenada un any abans, el 1994 com a part del single Heart. Hayao Miyazaki va escriure i dirigir el curtmetratge per a la cançó com un projecte a banda mentre estava patint un bloqueig d'escriptor amb La Princesa Mononoke, que s'estrenaria dos anys després. El videoclip d'anime no és lineal i mostra múltiples repeticions i escenes alternatives als esdeveniments mostrats. El videoclip va afegir efectes de so a la cançó original, però no conté cap mena de diàleg. Miyazaki va malinterpretar la cançó a propòsit per a mostrar la seva pròpia visió d'un món on la superfície és inhabitable pels humans fent-los viure en una ciutat subterrània. Miyazaki va crear intencionadament un vídeo críptic per a evocar diferents i creatives interpretacions entre els espectadors.
El vídeo segueix la història de dos policies que assalten el centre d'un culte religiós i troben un àngel empresonat i confinat a un laboratori. Perseguits pel destí de l'àngel, els dos homes creen un pla i entren al laboratori. Fugint d'un camió blindat els tres es desplomen a l'abisme després de ser abatuts per un avió de la policia a una carretera estreta suspesa. Després d'un muntatge de les escenes anteriors, el camió blindat dispara i col·lideix contra un complex d'apartaments, permetent que escapin. Els tres fugen a la superfície, ignorant la radiació i els senyals de perill, sortint al costat d'un reactor nuclear encaixonat. Els dos homes alliberen l'àngel i ella vola cap al cel.
El videoclip va tenir molt bona rebuda i va ser alabat per la qualitat de la seva animació i l'atenció als detalls. Es va estrenar juntament amb la pel·lícula Murmuris del cor sent projectat als cinemes just abans del començament del film. També es va llançar en un DVD recopilatori de diversos curtmetratges de l'Studio Ghibli. Malauradament no ha estat distribuït fora del Japó.

## Argument
El vídeo comença amb un seguit de plans d'un poble abandonat, completament cobert per vegetació, i un reactor nuclear en un sarcòfag de formigó al fons. Mentre la música comença, l'escena canvia fins a una escena d'estil de ciència-ficció d'una incursió de nit per part d'uns polícies d'aparença militar. Un vehicle volador futurista s'estavella i travessa la finestra d'una torre amb uns ulls gegantitns de neó col·locats a la part superior i ocupada per guàrdies armats. Els policies intarcanvien un seguit de trets i granades amb els sectaris de la torre, que porten una caputxa amb un ull enorme dibuixat. Els policies, vencedors a la baralla, comencen a correr sortejant els cossos dels creients. Arriben fins a una noia, jaguda inconscient, amb unes ales enormes de plomes a l'esquena.
L'escena torna a canviar i ens trasllada a un dia brillant amb el cel blau. Els dos homes (els policies) estan conduint un Alfa Romeo Giuletta antic per una carretera buida. Mentre un dels homes ajuda la noia a aixecar-se, ella obre les ales. L'home la sosté de les mans mentre ella va guanyant confiança i acaba quedant suspesa a l'aire. Ella sembla dubtosa i espantada mentre ell la deixa anar perquè voli lliure.
La imatge torna a canviar fins al descobriment de la noia a la torre, els dos homes són els mateixos polícies que l'havíen alliberat a la seqüència anterior. Els policies la transporten amb compte cap a l'exterior i li ofereixen quelcom per veure, s'animen en veure que ella beu xarrupets. Un equip de científics duent roba de protecció contra la readiació arriben i ràpidament agafen la noia i la col·loquen en un contenidor.
Els dos homes són perseguits pel destí que la noia podria patir i ideen un pla per rescatar-la. Irrompen al laboratori i l'alliberen del seu confinament, però fan saltar les alarmes del laboratori. Els tres escapen en un camió blindat i condueixen per una carretera suspesa en l'aire sobre el que sembla una ciutat dins una cúpula construïda en un cràter. Els aerolliscadors persegueixen els policíes i un d'ells baixa fins a quedar-se prou a prop de la carretera per a bloquejar el camió dels fugitius. La carretera colapsa quan els protagonistes intenten seguir el seu camí travessant l'aerolliscador; el camió cau en caiguda lliure. La noia amb ales es nega a deixar anar les mans dels seus rescatadors i els tres cauen a l'abisme.
El videoclip mostra un breu muntatge d'escenes anteriors: el descobriment de la noia, la noia volant al cel blau, els dos homes rescantant la noia del laboratori i robant el camió i el camió caient en picat mentre la carretera es desintegra. Però aquest cop, inexplicablement, el camió treu uns focs propulsors que estabilitzen el vehicle i li permeten fer un curt vol fins al costat d'un edifici d'apartaments. Després d'escapar, els tres són vistos en el vell Alfa Romero Giulietta corrent per un túnel fosc sota un munt de signes mostrant símbols de perill de radiació i les paraules (en kanji) "Compte amb la llum solar" i "Supervivència no garantida", finalment ells emergeixen a la llum diurna. Condueixen fins a passar unes torres de refrigerament nuclear i un signe de "Perill Extrem" i continuen per la carretera.
Un dels homes ajuda la noia a aixecar-se. Ella obre les ales i li dona un somriure d'agraïment. Ell li fa un petó a la mà i l'altre li pica l'ullet com a comiat. Aviat, ella s'eleva volant en el cel. Breument, apareix el perfil d'una gran ciutat darrere els arbres. Des del punt de vista d'un ocell, podem veure la forma del cotxe virant per sortir de la carretera i reduint la velocitat fins a detenir-se a l'herba.

## Producció
La producció del videoclip es va iniciar perque Hayao Miyazaki estava patint "bloqueig de l'escriptor" durant la creació de La princesa Mononoke i necessitava un altre projecte per a distreure's. Miyazaki va escriure i dirigir del videoclip, tot i que la cançó ja havia estat llançada al mercat prèviament el 1994 com a part del single "Heart". Tot i la popularitat de la peça, Toshio Suzuki va dir a Helen McCarthy, autora britànica d'un munt de llibres de referència sobre anime, que l'Studio Ghibli no s'havia centrat al cent per cent en la creació del videoclip.
Durant la producció del videoclip, Miyazaki va experimentar fent servir animació creada per ordinador per complementar l'animació tradicional feta a mà. En aquell moement, l'Studio Ghibli encara no tenia un estudi d'animació per ordinador propi i CG Production Company Links va ser subcontratada per fer la feina sota la supervisió de Hideki Nakano. Les tècniques apreses durant l'experimentació de "On your mark" van ser posteriorment adoptades per a la creació de La princesa Mononoke. El director d'animació va ser Masashi Andō. El col·laborador durant molts anys de Miyazaki, Michiyo Yasuda, va quedar a càrrec del color. Els fons van ser creats per Kazuo Oga. Yōji Takeshige va fer el seu debut com a director d'art. No hi ha cap diàleg durant el videoclip i els dos policies estan vagament modelats a partir de Chage and Aska."

## Llançament
El videoclip va ser estrenat en cinemes juntament amb Murmuris del cor al juliol de 1995. Chage & Aska també van fer servir el videoclip durant els seus concerts. La primera projecció oficial va tenir lloc al seu concert pel club de fans, que es va dur a terme al Makuhari Messe de Chiba el 29 de juny de 1995. A partir del 5 de juliol de 1995, el videoclip va ser projectat durant l'actuació de la cançó durant el tour "Super Best 3 Mission Impossible. Interpretant la mateixa melodia però una lletra diferent que a "On your Mark", "Castles in the Air" va ser inclosa a la versió en anglès de l'àlbum: "One Voice: The Songs of Chage & Aska". A causa de la demanda popular, On your Mark va ser rellançada per separat al Japó en VHS i Laserdisk, el 25 de juliol de 1997. El 15 de novembre de 2005 el videoclip va ser llançat en l'All Things Ghibli Specia Short Short DVD amb el vídeo preparat per reproduir-se amb la lletra original de "On your mark" o amb la de "Castles in the Air". Després que Aska (Shigeaki Miyazaki), integrant de la banda Chage & Aska, fos arrestat per possessió de drogues, Walt Disney Studios Japan va treure el videoclip del DVD/Blu-ray que havia de contenir els treballs de Hayao Miyazaki i va aturar els enviaments de All Things Ghibli Special Short Short. el 27 d'octubre de 2014, el productor de Studio Ghibli Toshio Suzuki, va anunciar al web de la companyia que havíen reconsiderat la situació i que enviarient els Blu-Ray als compradors del set de Hayao Miyazaki sempre que ells poguesin ensenyar un comprovant de compra.